# Los cuentos de Borges
Los cuentos de Borges es una serie coproducida por Televisión Española; Cineteve, de Francia; la BBC, del Reino Unido, y la productora Iberoamérica Films. Fue rodada desde 1990 hasta 1992 y estrenada el 26 de mayo de 1993 en la Segunda Cadena de TVE.
Consta de seis episodios:
1. El sur.
2. La otra historia de Rosendo Juárez.
3. Emma Zunz.
4. La intrusa.
5. El evangelio según Marcos.
6. La muerte y la brújula.